# Christina Liebherr
Christina Liebherr (* 16. März 1979 in Stuttgart, Baden-Württemberg) ist eine Schweizer Springreiterin.
Sie ist die Enkelin von Hans Liebherr, dem Gründer des Baumaschinenkonzerns Liebherr. Christina Liebherr lebt in Riaz im Kanton Freiburg (Schweiz) und ist ausgebildete Tourismusfachfrau. Seit 1994 besitzt die gebürtige Deutsche die Schweizer Staatsbürgerschaft.

## Werdegang
Im Alter von neun Jahren erlernte Liebherr das Reiten. Bereits in ihrer Jugend galt sie als grosses Talent. Sie gewann bei den Junioren-Europameisterschaften 1996 und 1997 insgesamt drei Bronzemedaillen. 1998 wurde sie U21-Europameisterin mit der Mannschaft. In der Elitekategorie gelang ihr 2004 auf LB No Mercy der Durchbruch zur Weltspitze, als die Schweizer Mannschaft den Nationenpreis des CSIO in Zagreb gewann. Bei den Olympischen Spielen 2004 in Athen erreichte sie im Einzel den 14. und mit der Mannschaft den 5. Platz.
2005 wurde Liebherr Zweite im Nationpreis des CSIO in St. Gallen. Im selben Jahr gewann sie bei der Europameisterschaft in San Patrignano jeweils die Silbermedaille in der Einzel- und der Mannschaftswertung. Anlässlich der Wahl zum Sportler des Jahres 2005 war sie neben Jonas Hiller und Daniel Hubmann als «Newcomer des Jahres» nominiert. Die Weltreiterspiele 2006 in Aachen beendete sie auf Platz 11 (Einzel) und Platz 5 (Mannschaft). Beim CSIO St. Gallen wurde sie 2007 Zweite, 2008 gewann sie diese Springkonkurrenz. Bei den Olympischen Spielen 2008 erreichte sie in Hongkong zunächst den vierten Platz in der Mannschaftswertung. Da ein Reiter der drittplatzierten norwegischen Mannschaft wegen Dopings disqualifiziert wurde, erhielten die Schweizer Springreiter vier Monate später die Bronzemedaille zugesprochen.
Im Juni 2009 startete Liebherr beim CHIO Aachen. Beim Eröffnungsspringen lahmte No Mercy nach einem Sprung, worauf sie den Ritt beendete. Aufgrund dieser Verletzung wurde No Mercy aus dem Sport genommen.
Durch den Verlust ihres Erfolgspferdes verlor Liebherr ihre Spitzenposition im internationalen Reitsport. Unter anderem durch Trainingsaufenthalte bei Ludger Beerbaum im Jahr 2010 versuchte sie, wieder an alte Erfolge anzuknüpfen.
Das Kürzel LB vor dem Namen ihrer Pferde bezieht sich auf die Reitsportanlage La Baumetta in Riaz. Ihre Trainerin war von Dezember 1995 bis August 2011 die ehemalige deutsche Meisterin Susanne Behring. Anschliessend verkleinerte Vater Hans Liebherr den Turnierstall.
Im August 2013 wurde Christina Liebherr zur Präsidentin des International Jumping Rider Clubs (IJRC), der Interessenvertretung der international startenden Springreiter, gewählt. Sie folgte damit Cayetano Martínez de Irujo in diesem Amt nach. Ende 2017 wurde sie von Kevin Staut abgelöst, Liebherr ist nun Vizepräsidentin.

## Pferde (Auszug)
aktuelle:

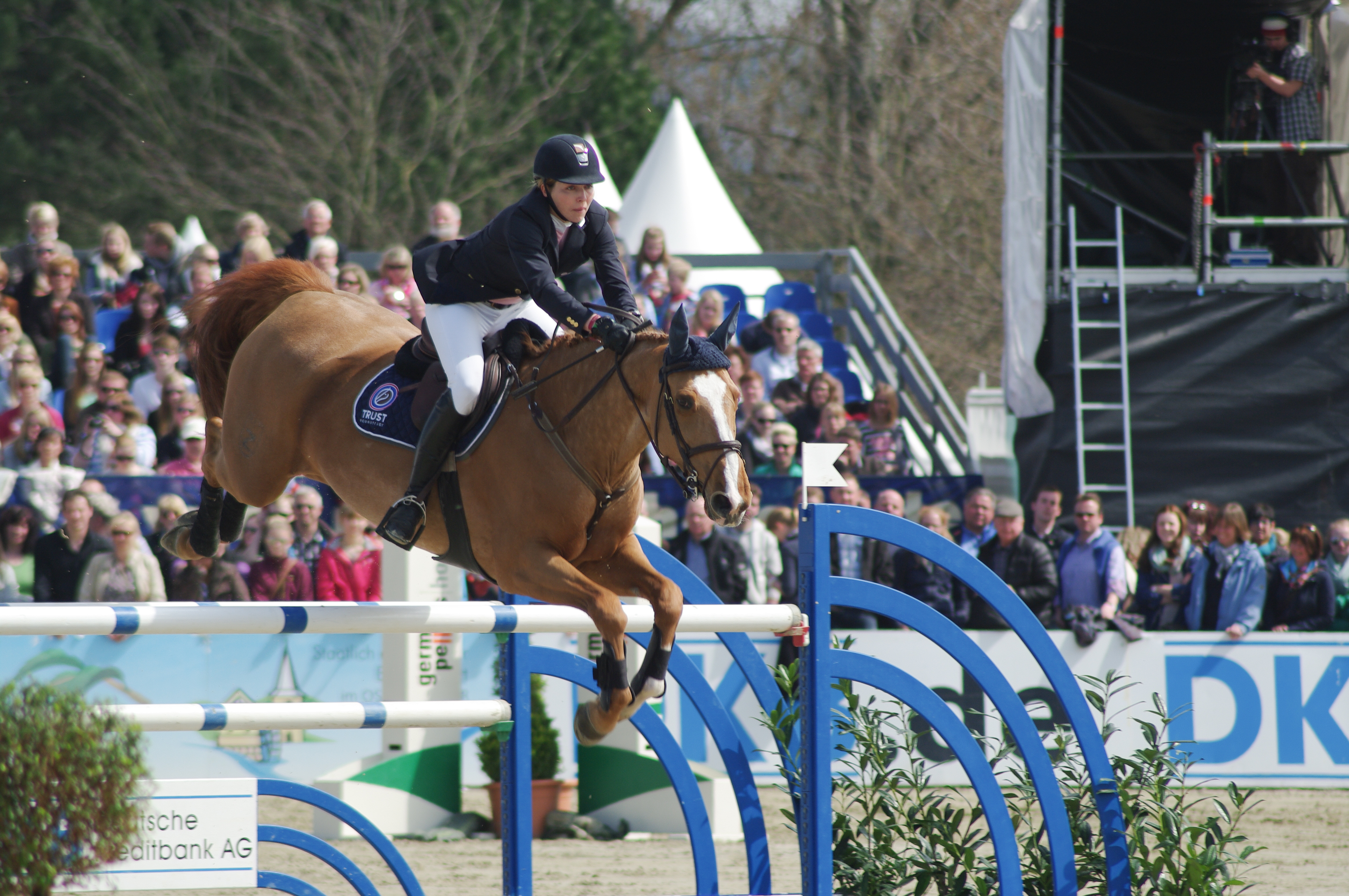
Christina Liebherr und L.B. Callas Sitte, CSI 4* Hagen 2013

- L.B. Eagle Eye (* 2004), brauner, belgischer Hengst, Vater: Darco
- L.B. Crumble (* 2010), Holsteiner, Schimmelhengst, Vater: Colman

ehemalige Turnierpferde:
- L.B. No Mercy (* 1995), brauner KWPN-Wallach, Vater: Libero H, Muttervater: Dillenburg, Besitzer: Hans Liebherr
- L.B. Con Grazia CH (* 2003, verstorben 2015), braune Stute, Vater: Con Spirito R, Muttervater: Karondo v. Schlösslihof, Besitzer: Hans Liebherr
- L.B. Callas Sitte (* 1998, verstorben 2019), Zangersheider Fuchsstute, Vater: Calvaro Z, Besitzer: Hans Liebherr
- L.B. Robin Hood (* 1998, verstorben 2016), brauner Wallach, Niederländer, Vater: Calvados
- L.B. Midship du Bourda (* 2000), französischer Fuchswallach, Vater: Drakkar des Hutins

## Erfolge
(auf L.B. No Mercy, wenn nicht anders angegeben)

### Championate und Weltcup
- Olympische Spiele:
  - 2004: 5. Platz mit der Mannschaft und 14. Platz im Einzel
  - Olympische Sommerspiele 2008: 3. Platz mit der Mannschaft

- Weltreiterspiele:
  - Weltreiterspiele 2006: 5. Platz mit der Mannschaft und 11. Platz im Einzel

- Europameisterschaften:
  - 2005, San Patrignano: 2. Platz mit der Mannschaft und 2. Platz im Einzel
- Junge Reiter-EM 1998: 1. Platz mit der Mannschaft (Co Pilot)
- Junioren-EM 1997: 3. im Einzel, 3. Platz mit der Mannschaft (Arioso du Theillet)
- Junioren-EM 1996: 3. Platz mit der Mannschaft (Rising Sun)

### Weitere Erfolge (im Auswahl)
- 1. Platz Grosser Preis CSIO St. Gallen 2008
- 2. Platz Grosser Preis CSIO St. Gallen 2007
- 2. Platz Nationenpreis CSIO St. Gallen 2005
- 1. Platz Nationenpreis CSIO Zagreb 2004

## Stammbaum
Der folgende Stammbaum zeigt die Linie von Liebherr.
|                             |                             |                             |                             |                             |                             |  |  |                         |                         |                         |                         |                         |                         |  |  | Hans Liebherr (1915–1993)    |                              |                              |                              |                              |                              |  |  |                          |                          |                          |                          |                          |                          |  |  |                          |                          |                          |                          |                          |                          |  |  |  |  |  |  |  |  |  |  |  |  |  |  |  |  |  |  |  |  |  |  |  |  |  |  |  |  |  |  |
|                             |                             |                             |                             |                             |                             |  |  |                         |                         |                         |                         |                         |                         |  |  |                              |                              |                              |                              |                              |                              |  |  |                          |                          |                          |                          |                          |                          |  |  |                          |                          |                          |                          |                          |                          |  |  |  |  |  |  |  |  |  |  |  |  |  |  |  |  |  |  |  |  |  |  |  |  |  |  |  |  |  |  |
|                             |                             |                             |                             |                             |                             |  |  |                         |                         |                         |                         |                         |                         |  |  |                              |                              |                              |                              |                              |                              |  |  |                          |                          |                          |                          |                          |                          |  |  |                          |                          |                          |                          |                          |                          |  |  |  |  |  |  |  |  |  |  |  |  |  |  |  |  |  |  |  |  |  |  |  |  |  |  |  |  |  |  |
| Hans Liebherr Jr. (* 1945)  | Hans Liebherr Jr. (* 1945)  | Hans Liebherr Jr. (* 1945)  | Hans Liebherr Jr. (* 1945)  | Hans Liebherr Jr. (* 1945)  | Hans Liebherr Jr. (* 1945)  |  |  | Willi Liebherr (* 1947) | Willi Liebherr (* 1947) | Willi Liebherr (* 1947) | Willi Liebherr (* 1947) | Willi Liebherr (* 1947) | Willi Liebherr (* 1947) |  |  | Markus Liebherr (1948–2010)  | Markus Liebherr (1948–2010)  | Markus Liebherr (1948–2010)  | Markus Liebherr (1948–2010)  | Markus Liebherr (1948–2010)  | Markus Liebherr (1948–2010)  |  |  | Isolde Liebherr (* 1949) | Isolde Liebherr (* 1949) | Isolde Liebherr (* 1949) | Isolde Liebherr (* 1949) | Isolde Liebherr (* 1949) | Isolde Liebherr (* 1949) |  |  | Hubert Liebherr (* 1950) | Hubert Liebherr (* 1950) | Hubert Liebherr (* 1950) | Hubert Liebherr (* 1950) | Hubert Liebherr (* 1950) | Hubert Liebherr (* 1950) |  |  |  |  |  |  |  |  |  |  |  |  |  |  |  |  |  |  |  |  |  |  |  |  |  |  |  |  |  |  |
| Hans Liebherr Jr. (* 1945)  | Hans Liebherr Jr. (* 1945)  | Hans Liebherr Jr. (* 1945)  | Hans Liebherr Jr. (* 1945)  | Hans Liebherr Jr. (* 1945)  | Hans Liebherr Jr. (* 1945)  |  |  | Willi Liebherr (* 1947) | Willi Liebherr (* 1947) | Willi Liebherr (* 1947) | Willi Liebherr (* 1947) | Willi Liebherr (* 1947) | Willi Liebherr (* 1947) |  |  | Markus Liebherr (1948–2010)  | Markus Liebherr (1948–2010)  | Markus Liebherr (1948–2010)  | Markus Liebherr (1948–2010)  | Markus Liebherr (1948–2010)  | Markus Liebherr (1948–2010)  |  |  | Isolde Liebherr (* 1949) | Isolde Liebherr (* 1949) | Isolde Liebherr (* 1949) | Isolde Liebherr (* 1949) | Isolde Liebherr (* 1949) | Isolde Liebherr (* 1949) |  |  | Hubert Liebherr (* 1950) | Hubert Liebherr (* 1950) | Hubert Liebherr (* 1950) | Hubert Liebherr (* 1950) | Hubert Liebherr (* 1950) | Hubert Liebherr (* 1950) |  |  |  |  |  |  |  |  |  |  |  |  |  |  |  |  |  |  |  |  |  |  |  |  |  |  |  |  |  |  |
| Christina Liebherr (* 1979) | Christina Liebherr (* 1979) | Christina Liebherr (* 1979) | Christina Liebherr (* 1979) | Christina Liebherr (* 1979) | Christina Liebherr (* 1979) |  |  |                         |                         |                         |                         |                         |                         |  |  | Katharina Liebherr (* ≈1977) | Katharina Liebherr (* ≈1977) | Katharina Liebherr (* ≈1977) | Katharina Liebherr (* ≈1977) | Katharina Liebherr (* ≈1977) | Katharina Liebherr (* ≈1977) |  |  |                          |                          |                          |                          |                          |                          |  |  |                          |                          |                          |                          |                          |                          |  |  |  |  |  |  |  |  |  |  |  |  |  |  |  |  |  |  |  |  |  |  |  |  |  |  |  |  |  |  |